# Верещино
Вере́щино — деревня в Шимском районе Новгородской области в составе Подгощского сельского поселения.

## География
Находится в западной части Новгородской области на расстоянии приблизительно 10 км на восток-юго-восток по прямой от районного центра поселка Шимск.

## История
В 1909 году здесь (деревня Старорусского уезда Новгородской губернии) было учтено 48 дворов.

## Население
Численность населения: 348 человек (1909 год), 77 (русские 89 %) в 2002 году, 50 в 2010.